# Phyllodromica subaptera
Phyllodromica subaptera es una especie de cucaracha del género Phyllodromica, familia Ectobiidae. Fue descrita científicamente por Rambur en 1838.
Habita en España, Portugal, Francia, Italia, Yugoslavia, Bulgaria, Grecia, Suiza, Croacia, Bosnia y Herzegovina, Macedonia, Marruecos, Argelia y Túnez.